# Charimkotan
Charimkotan (russisch Харимкотан, jap. 春牟古丹島, Harimukotan-tō; Ainu für Land der Lilien) ist der Name einer zu Russland gehörenden Vulkaninsel in der Gruppe der Kurilen, welche sich 13 Kilometer südwestlich von Onekotan und nordöstlich von Ekarma und Schiaschkotan befindet. Von den beiden letztgenannten Inseln durch die Krenizyn-Straße getrennt hat Charimkotan einen Durchmesser von acht bis dreizehn Kilometer und eine Fläche von 68 km².
Die Insel entstand durch und besteht aus einem Schichtvulkan mit einer maximalen Höhe von 1157 Metern. Der Gipfel wird von zwei Kratern in Hufeisenform gebildet, welche beim Einsturz der obersten Hänge entstanden sind. Zwei Halbinseln im Osten und Nordwesten sind die Ablagerungen der dabei abgegangenen Trümmerlawinen. Der letzten Kollaps des Vulkans war 1933 bei einer Eruption mit der Stärke fünf auf dem Vulkanexplosivitätsindex (VEI). Dabei wurde der Zentralkegel Sewergin weitgehend zerstört. Die Trümmerlawine von 1933 löste einen bis zu neun Meter hohen Tsunami aus, der auf den Inseln  Onekotan und Paramuschir zwei Menschen tötete. Bei der Eruption vom 8. Januar bis zum 14. April 1933 bildete sich zuletzt ein Lavadom, der im neu entstandenen Krater liegt.
Der Sewergin erhielt seinen Namen durch Adam Johann von Krusenstern, der 1805 während seiner Weltumsegelung den einen Teil des Vulkanmassivs nach dem Mineralogen, Chemiker und Akademiemitglied Wassili Michailowitsch Sewergin (1765–1826) benannte.
Am Rand des Vulkanmassivs finden sich Bimsstein und Schwefel, an der Westküste einige Kieselstrände. 1996 bis 2000 erfolgten erste Erforschungen der Flora Charimkotans durch das International Kuril Island Project, bei welchen 46 Pflanzenfamilien mit 121 Gattungen, 182 Spezies und 4 Subspezies aufgezeichnet wurden. Mit je 17 Funden waren die Korbblütler, Süßgräser und Sauergrasgewächse am stärksten vertreten.

## Referenzen
- Charimkotan im Global Volcanism Program der Smithsonian Institution (englisch)
- Botanische Forschung am Charikotan